# DRG ET 31 sorozat
A DRG ET 31, később DB ET 31, DB ET 32 majd DB 432 egy német villamosmotorvonat-sorozat volt.

## Szerelvényösszeállítások
- 432 101 + 432 401 + 832 601
- 432 102 + 432 402 + 832 602
- 432 121 + 432 421 + 832 621
- 432 122 + 432 422 + 832 622
- 432 201 + 832 201 + 432 501
- 432 202 + 832 202 + 432 502